# Космос-14
Космос-14 је један од преко 2400 совјетских вјештачких сателита лансираних у оквиру програма Космос.
Космос-14 је лансиран са космодрома Капустин Јар, СССР, 13. априла 1963. Ракета-носач Р-12 Двина (8К63, НАТО ознака SS-4 Sandal) са додатим степеном је поставила сателит у орбиту око планете Земље. 